# Ilmar Tamm

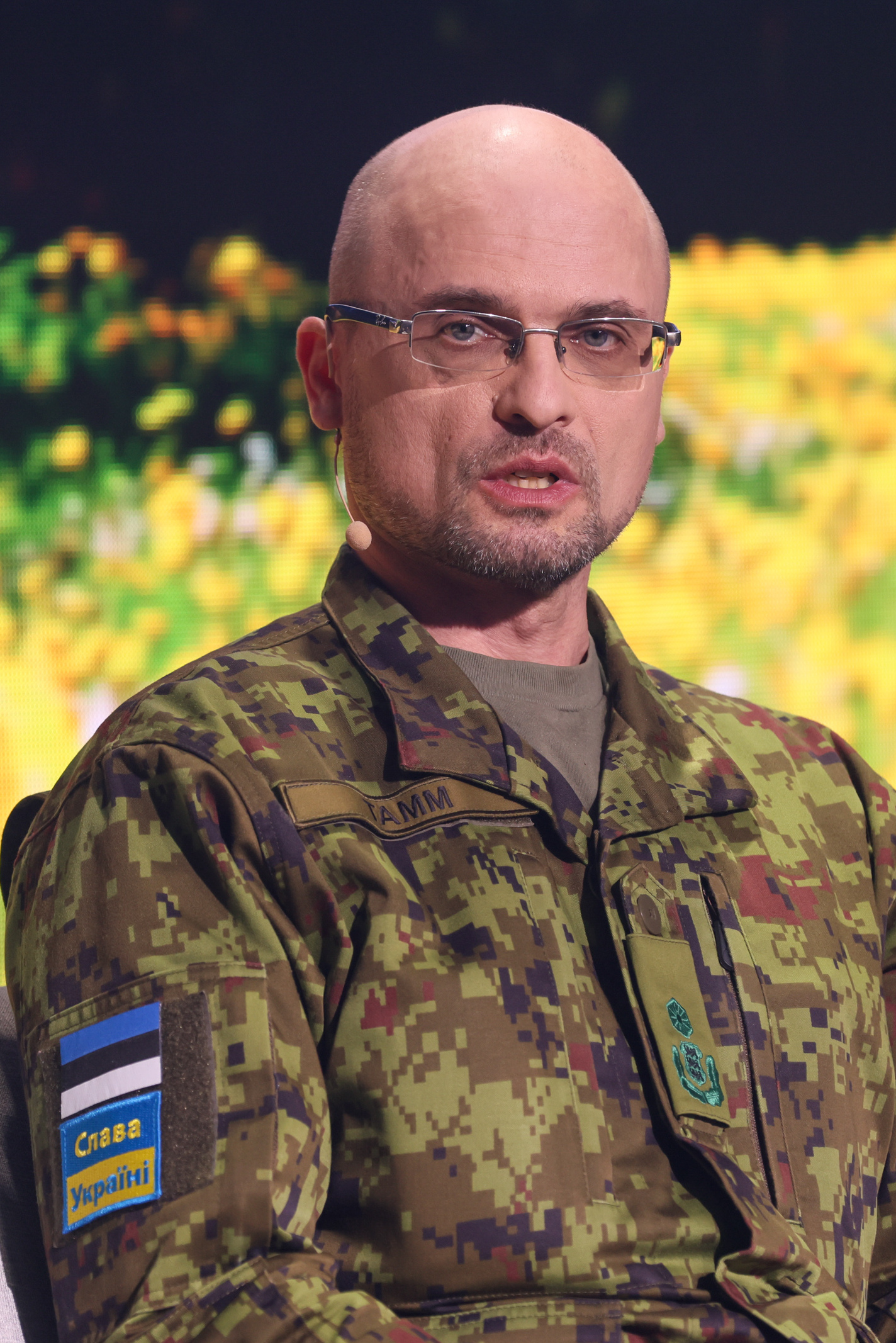
Ilmar Tamm, 2022

Ilmar Tamm (* 4. Mai 1972 in Tartu) ist ein estnischer Offizier im Range eines Generalmajors. Von 2020 bis 2023 war er der Kommandant der Baltischen Verteidigungsakademie. Aktuell ist er Befehlshaber des Kaitseliit, der estnischen Nationalgarde.

## Leben
Ilmar Tamm wurde 1972 in Tartu, der zweitgrößten Stadt der damaligen Estnischen SSR, geboren.

### Militärische Laufbahn
Beförderungen
- Leutnant (1994)
- Oberleutnant (1996)
- Hauptmann (1998)
- Major (2001)
- Oberstleutnant (2005)
- Oberst (2013)
- Brigadegeneral (2020)
- Generalmajor (2023)

Tamm trat 1992 als Freiwilliger in die im Wiederaufbau befindlichen estnischen Streitkräften ein. Nach Offiziersausbildung in Finnland diente er zunächst beim Stabs- und Fernmelde-Bataillon und verließ dieses 1998 als dessen Kommandant.
Die nächsten Jahre diente er auf verschiedenen Posten im Hauptquartier der Streitkräfte, absolvierte ein Aufbaustudium in Finnland und einen Auslandsaufenthalt in Deutschland. Zudem diente er 2007 sieben Monate im ISAF-Hauptquartier in Kabul. Ab Mai 2008 übernahm er die Leitung des NATO Cooperative Cyber Defence Centre of Excellence. Im August 2013 wurde Ilmar Tamm zum Stabschef des Kaitseliit, der estnischen Nationalgarde, ernannt. Nach fünf Jahren auf diesem Posten wechselte er an die Baltische Verteidigungsakademie.
Im Juni 2020 wurde er zum Brigadegeneral befördert und übernahm die Leitung des Instituts. Als Nachfolger des Letten Andis Dilāns war Tamm der zweite estnische Kommandant der Akademie, die im Wechsel jeweils von einem Offizier aus den baltischen Staaten geleitet wird. Selber wurde er im Juni 2023 vom Litauer Alvydas Šiuparis abgelöst. Noch im selben Monat wurde er zum Generalmajor befördert. Nachdem er zeitweise die Position des stellvertretenden Befehlshaber der estnischen Streitkräfte übernommen hatte, wurde am 15. Dezember 2023 zum Befehlshaber des Kaitseliit ernannt.

### Privates
Ilmar Tamm ist verheiratet und Vater zweier erwachsener Töchter. Zu seinen Hobbys zählen Mountainbiken, Science-Fiction-Bücher und Salsa-Tanzen.